# Перемишль (гміна)
Гміна Перемишль (пол. Gmina Przemyśl) — сільська гміна у східній Польщі, на межі з Україною. Належить до Перемишльського повіту Підкарпатського воєводства.
Станом на 31 грудня 2011 у гміні проживало 9947 осіб.

## Площа
Згідно з даними за 2007 рік площа гміни становила 108.39 км², у тому числі:
- орні землі: 58.00%
- ліси: 34.00%

Таким чином, площа гміни становить 8.93% площі повіту.

## Населення
Станом на 31 грудня 2011:
| Опис     | Загалом | Загалом | Чоловіки | Чоловіки | Жінки | Жінки |
| -------- | ------- | ------- | -------- | -------- | ----- | ----- |
| одиниця  | осіб    | %       | осіб     | %        | осіб  | %     |
| все      | 9947    | 100     | 4996     | 50.23    | 4951  | 49.77 |
| міське   | 0       | 100     | 0        |          | 0     |       |
| сільське | 9947    | 100     | 4996     | 50.23    | 4951  | 49.77 |

## Населені пункти
- Бовино
- Вапівці
- Вітошинці
- Германовичі
- Горохівці
- Коровники
- Кіньківці
- Лутівня
- Лучиці
- Мальговичі
- Негрибка
- Острів
- Пикуличі
- Рожубовичі
- Станіславчик
- Вуйковичі

## Сусідні гміни
Гміна Перемишль межує з такими гмінами: Журавиця, Красічин, Кривча, Медика, Фредрополь.